# 5. ročník udílení Critics' Choice Movie Awards
5. ročník udílení Critics' Choice Movie Awards se konal v roce 2000.

## Žebříček nejlepších filmů
(abecedně seřazeno)
1. Americká krása
2. Insider: Muž, který věděl příliš mnoho
3. Magnolia
4. Muž na Měsíci
5. Tři králové
6. Talentovaný pan Ripley
7. Pravidla moštárny
8. Šestý smysl
9. V kůži Johna Malkoviche
10. Zelená míle

## Vítězové
- Nejlepší film: Americká krása
- Nejlepší režisér: Sam Mendes – Americká krása
- Nejlepší herec: Russell Crowe – Insider: Muž, který věděl příliš mnoho
- Nejlepší herečka: Hilary Swanková – Kluci nepláčou
- Nejlepší herec ve vedlejší roli: Michael Clarke Duncan – Zelená míle
- Nejlepší herečka ve vedlejší roli: Angelina Jolie – Narušení
- Nejlepší rodinný film: Říjnové nebe
- Nejlepší animovaný film: Příběh hraček 2
- Nejlepší adaptovaný scénář: Frank Darabont – Zelená míle
- Nejlepší původní scénář: Alan Ball – Americká krása
- Nejlepší skladatel: Talentovaný pan Ripley – Gabriel Yared
- Nejlepší písnička: „Music of My Heart“ – Hudba mého srdce
- Nejlepší mladý herec/herečka: Haley Joel Osment – Šestý smysl